# Nang Dzong

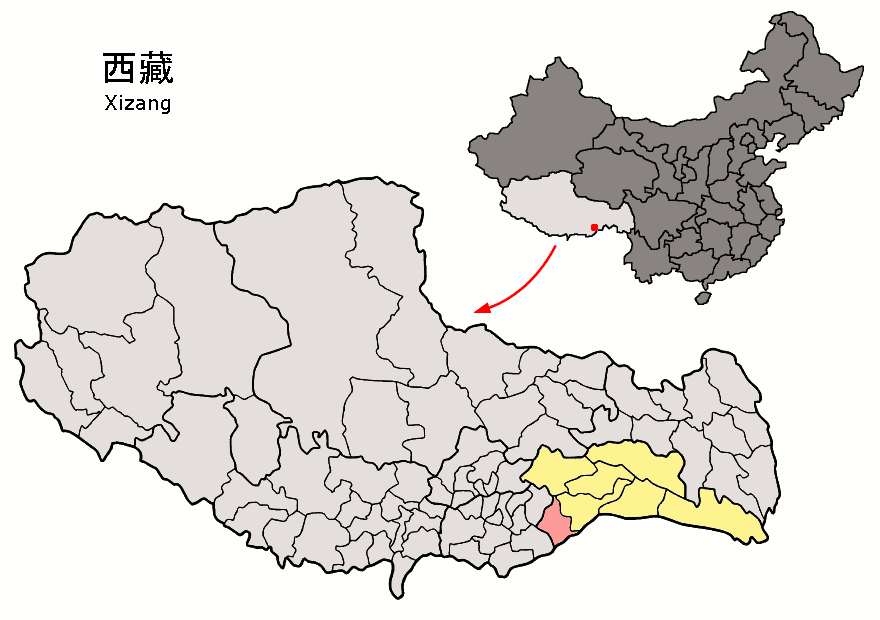
Lage des Kreises Nang (rosa) im Regierungsbezirk Nyingchi (gelb)

Nang (tibetisch: སྣང་རྫོང་, Nang Dzong, Umschrift nach Wylie.: snang rdzong, chinesisch 朗县, Pinyin: Lǎng Xiàn) ist ein Kreis des Regierungsbezirks Nyingchi des Autonomen Gebiets Tibet der Volksrepublik China am mittleren  Yarlung Tsangpo, der bis 1985 zum Regierungsbezirk Shannan gehörte. Er hat eine Fläche von 4.097 Quadratkilometern und zählt 17.648 Einwohner (Stand: Zensus 2020). Sein Hauptort ist die Großgemeinde Nang 朗镇
Die Lieshan-Gräber (chin. Lieshan mudi) aus dem 7. bis 9. Jahrhundert, Gräber der Zeit der Yarlung-Dynastie, stehen seit 2001 auf der Liste der Denkmäler der Volksrepublik China (5-181).

## Administrative Gliederung
Auf Gemeindeebene setzt sich der Kreis aus drei Großgemeinden und drei Gemeinden zusammen. Diese sind (chin).:
- Großgemeinde Lang 朗镇
- Großgemeinde Zhongda 仲达镇
- Großgemeinde Dongga 洞嘎镇

- Gemeinde Jindong 金东乡
- Gemeinde Laduo 拉多乡
- Gemeinde Dengmu 登木乡